# Martin Doughty
Sir Martin Doughty (New Mills, 11 ottobre 1949 – New Mills, 4 marzo 2009) è stato un ambientalista britannico.
È stato presidente di Natural England e una figura ben nota nella moderna conservazione britannica.

## Biografia
Figlio di Harold Doughty, ferroviere, ha studiato per tre anni ingegneria all'Imperial College di Londra.
Ha poi iniziato la sua carriera lavorativa come docente di gestione ambientale presso la Sheffield Hallam University.
Successivamente ha lavorato principalmente nel settore pubblico e del volontariato con ruoli come capo del Derbyshire County Council dal 1992 al 2001.
Dal 1993 al 2002, è stato presidente della Peak District National Parks Authority, è stato membro del consiglio di amministrazione della Countryside Agency (1999 – 2005) ed è stato presidente di English Nature prima di assumere la posizione finale di presidente di Natural England.
Nel 2001 ha ricevuto il titolo di cavaliere per i servizi resi al governo locale nel Derbyshire, seguito da dottorati onorari presso la Sheffield Hallam University nel 2002, la Cranfield University nel 2005 e la Derby University nel 2006.
Dalla sua prima moglie, Eleanor Lang, morta nel 1988, ha avuto due figlie, Tessa e Beth. Successivamente, nel 1996, ha sposato la seconda moglie Gill, che gli è rimasta accanto fino alla sua morte.
È morto di cancro al fegato nel marzo 2009.